# Judge
Judge és un grup de New York hardcore format l'any 1987 pel guitarrista de Youth of Today John «Porcell» Porcelly i l'antic bateria de Youth of Today Mike «Judge» Ferraro.

## Història
El seu primer llançament va ser un EP de 7 polzades amb el segell discogràfic Schism de Porcell (que va dirigir juntament amb el guitarrista de Side by Side i Gorilla Biscuits Alex Brown) titulat New York Crew. El disc compta amb cinc cançons, una de les quals és una versió de «Warriors» del grup anglès Blitz. En aquest enregistrament el grup comptava únicament amb Porcell al baix i la guitarra i Ferraro a la veu i la bateria. Amb la incorporació del baixista Jimmy Yu de Death Before Dishonor i el bateria «Lukey» Luke Abbey (Warzone/Gorilla Biscuits), es va completar la formació en directe.
El grup va rebre nombroses crítiques a causa de les seves lletres militants amb el moviment straight edge, especialment de fanzins com Maximum Rocknroll de San Francisco. Mike Ferraro ha admès més endavant que la provocació era un objectiu important del grup. Judge també comptava amb riffs molt influïts pel heavy metal tot i conservar les seves arrels hardcore punk.
Amb una nova formació amb Sammy Siegler (Side by Side/Youth of Today/Project X) a la bateria i Matt Pincus al baix, Judge va procedir a gravar el seu LP de llarga durada Bringin' It Down amb Revelation Records. No obstant això, la discogràfica va fer una premsa limitada de l'enregistrament original, titulada adequadament Chung King Can Suck It. Finalment, Bringin' It Down es va estrenar el 1989. Judge va continuar de gira fins al 1991, i fins i tot va publicar un altre EP de 7 polzades, There Will Be Quiet, amb «The Storm» i «Forget This Time», i l'edició de CD també conté una versió de «When the Levee Breaks» de Led Zeppelin.
El maig de 2013, Judge es va reunir i va fer dos concerts a la ciutat de Nova York. El 2014 i el 2015 el grup va continuar tocant tant als Estats Units d'Amèrica com a Amèrica del Sud i Europa.

## Després de Judge
John Porcelly va anar de gira i va gravar amb el grup de hardcore Hare Krishna Shelter (amb Ray Cappo de Youth of Today, així com una formació variable de músics com Tom Capone de Bold i Quicksand, i Vic DiCara de Beyond, Inside Out i 108. Més endavant, Porcell va fundar els grups Never Surrender, Last of the Famous i Values Here, i va dirigir un segell discogràfic anomenat Fight Fire with Fire i el lloc web TrueTillDeath.com. També va tocar amb Bold un cop reunits el 2005–06, i a finals del 2005 també es va publicar un llibre amb tots els números del seu fanzín Schism.
Mike Ferraro va formar el grup Mike Judge & Old Smoke amb el pipa de Judge Todd Schwartz, una formació que tocava música acústica inspirada en Neil Young. Van publicar un «Sights on Revelation Records» de 12 polzades el 1993. En el seu temps lliure, Ferraro ara cria pollastres en una granja familiar a Virgínia de l'Oest, malgrat el missatge straight edge del grup.
Sammy Siegler va tocar la bateria en diversos grups de hardcore de finals de la dècada del 1980 i principis de la de 1990, ja sigui regularment o com a substitut. A mitjans de la dècada del 1990 va gravar i va fer una gira amb CIV, amb Anthony Civarelli i Arthur Smilios de Gorilla Biscuits. També va formar part de Shelter i del grup de rock Rival Schools, amb Walter Schreifels (també de Gorilla Biscuits, així com Quicksand i altres grups). El 2005 es va incorporar a Limp Bizkit com a substitut temporal del bateria John Otto.
El baixista Matt Pincus és el fundador i antic conseller delegat de Songs Music Publishing que, fins a la seva venda el 2017 a Kobalt Music Publishing, va ser l'editor de música independent líder als Estats Units amb artistes com The Weeknd, Lorde o Diplo. Jimmy Yu es va convertir en monjo budista zen l'any 1991 amb el nom de Guogu, i ara ensenya budisme i meditació i és professor de tradicions religioses d'Àsia oriental a la Florida State University.

## Discografia
- 1988: New York Crew (EP, Schism Records)
- 1989: Chung King Can Suck It (Revelation Records)
- 1989: Bringing It Down (Revelation)
- 1991: There Will Be Quiet... (EP, Revelation)
- 1992: No Apologies – The "Chung King" Sessions (Lost and Found Records)
- 2005: What It Meant – The Complete Discography (Revelation)